# Класифікація страхування

## Визначення класифікації страхування
Класифікація страхування — це система поділу страхування на сфери діяльності, галузі, підгалузі та види, які розміщені таким чином, що кожна наступна ланка класифікації є частиною попередньої. Класифікація страхування має важливе значення у розумінні внутрішньої структури, у виробленні методичних підходів до оцінки страхової справи, а також у теоретичних дослідженнях страхування. Одним з різновидов класифікації страхування є страхування у реальному часі (онлайн-страхування).

## Види страхування

### За об'єктами страхування
- майнове страхування (страхування майна громадян, страхування майна юридичних осіб) — сукупність видів страхування, об'єктом яких є майно юридичних і фізичних осіб;
- особисте страхування (страхування від нещасних випадків, медичне страхування, страхування життя і пенсій) — галузь страхування, в якій об'єктом страхування є життя, здоров'я, працездатність громадян;
- страхування відповідальності — галузь страхування, в якій об'єктом страхування є відповідальність перед третіми особами, які можуть зазнати збитків унаслідок діяльності або бездіяльності страхувальника.

### За формами проведення страхування
- добровільне страхування — здійснюється на основі договору між страхувальником і страховиком;
- обов'язкове страхування — встановлює держава з метою захисту інтересів не лише окремих страхувальників, а й суспільства в цілому. Для здійснення обов'язкових видів страхування законодавчими актами визначаються перелік об'єктів страхування, обсяги страхової відповідальності, норми страхового забезпечення, порядок сплати страхових платежів, права й обов'язки учасників страхування.

### За сферами діяльності або спеціалізацією страховика
- страхування життя — це матеріальне забезпечення особи після досягнення пенсійного віку чи у випадку втрати дієздатності через нещасний випадок;
- загальне (ризикове) страхування.

### За родом небезпеки страхових ризиків
- за діяльністю страховика (морське, авіаційне, автотранспортне тощо);
- за видами ризиків (фінансові, кредитні, екологічні тощо).

### За статусом страхувальника
- страхування фізичних осіб — проводиться на випадок створення фінансової безпеки для власника майна. Об'єктом страхування виступає майно фізичних осіб, яке належить їм на правах особистої власності;
- страхування юридичних осіб — страхування будівель (виробничого, адміністративного, соціально-культурного та суспільного призначення); споруд (вежі, щогли, агрегати та інші виробничо-технологічні установи), інженерного та виробничо-технологічного обладнання (комунікаційні системи, апарати, верстати, передавальні та силові машини, інші механізми); господарських будівель (склади, сховища, гаражі, майданчики, огорожі і т. ін.); окремих приміщень (цехи, лабораторії, кабінети); інвентарю, технологічного обладнання, меблів; незавершеного будівництва; товарно-матеріальних цінностей (товари, сировина, матеріали), а також страхування фінансових та кредитних ризиків..

### За статусом страховика
- державне страхування — послуги надають державні страхові організації;
- комерційне страхування — послуги надають страхові компанії, створені у формі акціонерних, повних, командитних товариств та товариств з додатковою відповідальністю;
- взаємне страхування — послуги надають товариства взаємного страхування.